# Brigade d'infanterie mécanisée nr. 10 (Espagne)
La Brigade d'infanterie mécanisée nr. 10 Guzmán el Bueno  est une unité militaire espagnole de cavalerie. Son état-major est stationné à Cerro Muriano.
Elle comporte un régiment d'infanterie blindé à deux bataillons (le 10e régiment d'infanterie blindé Córdoba) et un bataillon (le 1er/2e bataillon d'infanterie mécanisée Princesa). Elle comporte en outre un bataillon de chars de reconnaissance et les unités classiques d'appui et de soutien (artillerie, génie, transmissions, logistique).
Sa structure est identique à la brigade d'infanterie mécanisée nr. 11.